# 漂白劑

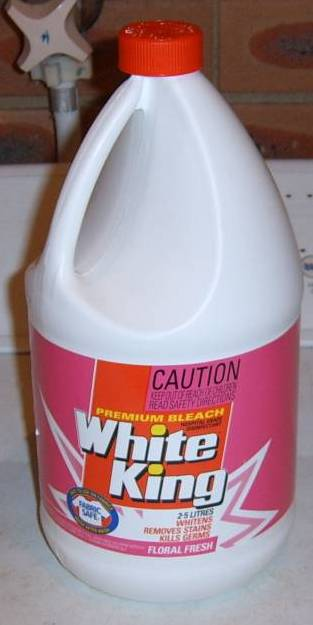
商用氯漂白劑

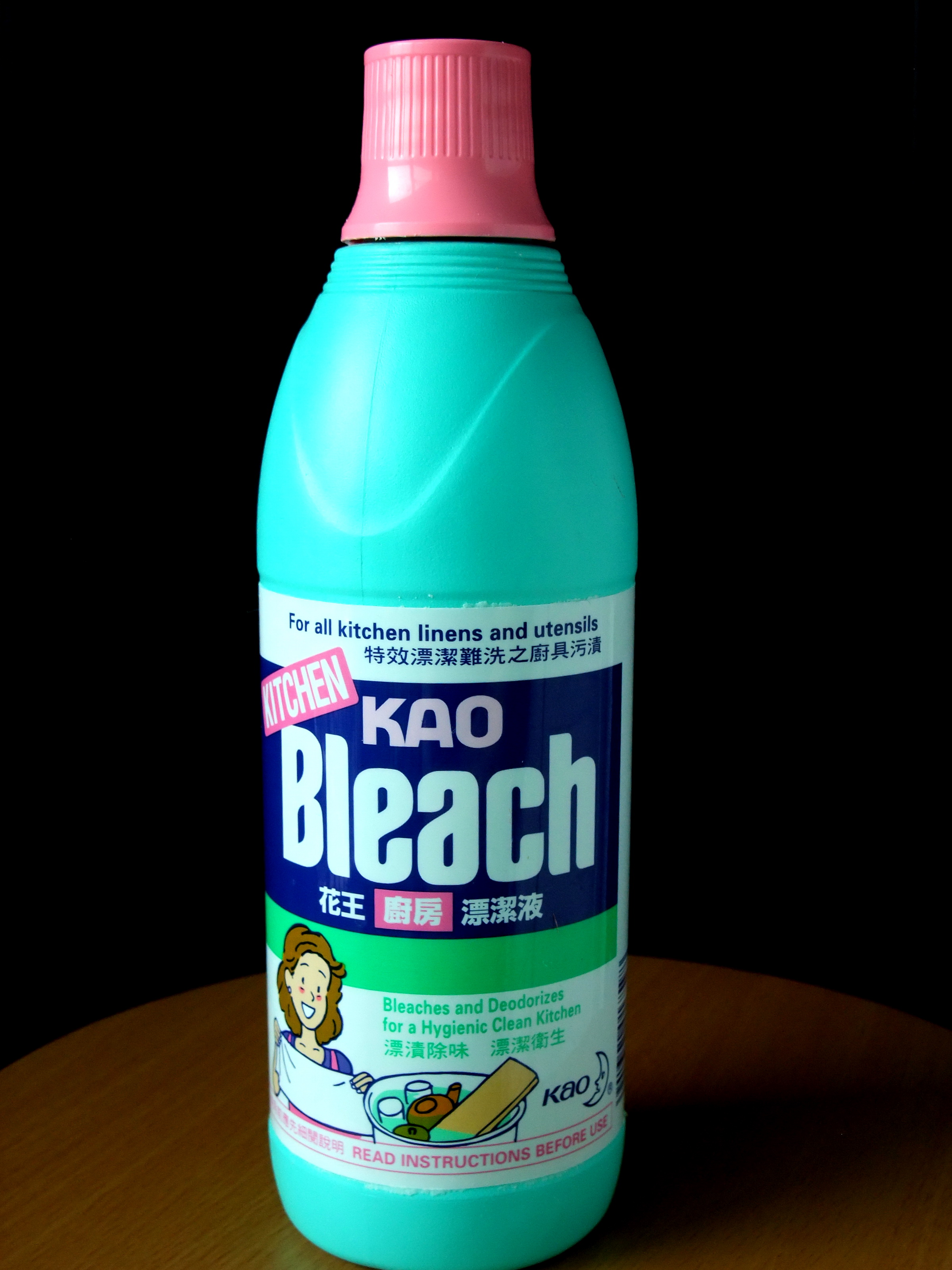
廚房用的漂潔液

漂白劑（bleach，bleaching agent）是一些化學物品，可透過氧化還原反應將有色分子反應成無色分子，而將顏色去除或變淡、污渍去除，以達漂白物品的目的。
漂白劑依據其在漂白過程發生的氧化還原反應所擔任的角色來區分：若漂白劑在反應中擔任氧化劑者，稱為氧化型漂白劑；若漂白劑在反應中擔任還原劑者，稱為還原型漂白劑。
日常生活中較接觸的是氧化型漂白劑，通常分為兩類：氯漂白劑及氧漂白劑。氯漂白劑含次氯酸鈉（NaClO），而氧漂白劑則含有過氧化氫（H2O2）或一些會釋放過氧化物的化合物，譬如過硼酸鈉或過碳酸鈉。漂白粉的成分通常是次氯酸鈣[Ca(ClO)2]或氯化次氯酸鈣[Ca(ClO)Cl]。漂白也是染色過程中的初期步驟。

## 漂白劑的種類
多数工业和家用漂白剂属于三大类：氯系漂白剂、过氧化物漂白剂、二氧化硫漂白剂。
家用漂白劑或次氯酸鈉在家中為被用作漂白衣裳、消除污漬和消毒。這是因為次氯酸鈉可以產生氯自由基——是一種能與許多物質起反應的氧化劑。
頭髮的漂白劑含有過氧化氫，當它分解時會釋放氧自由基。氧和氯的自由基都有相同的漂白效用。
氯漂白劑通常會與洗衣粉一起使用，家庭主婦亦會用它作為消毒劑。需要注意的是不要用漂白劑來清理尿漬，因為這樣會產生有毒的氯胺和會爆炸的三氯化氮。也不要把漂白劑與鹽酸混合，因為這樣會產生有毒的氯氣。
不是所有的漂白劑都有氧化的特性。例如一些漂白劑的配方中會加入的連二亞硫酸鈉（Na2S2O4）和漂白麵粉、杏脯、酒精飲料或乾果的二氧化硫都是強還原劑。
另一種漂白劑二氧化氯是用於漂白木質紙漿、油脂和油、纖維素、麵粉、紡織品、蜂蠟等工業。
在食品工業，一些有機過氧化物（過氧化丙酮、過氧化苯等）及其他化學物品（如溴酸鹽）會用作麵粉漂白劑及陳化劑。

## 漂白劑的調配與工具
漂白劑必須要稀釋使用，一般是加水調配成0.1%（1000ppm）後方可作環境清潔使用。
目前大多使用試紙測量濃度，也有數位測試計，這種測試計可以正確知道濃度，而非試紙只能知道範圍。